# Brüttelen
Brüttelen är en ort och kommun i distriktet Seeland i kantonen Bern, Schweiz. Kommunen har 609 invånare (2023).